# أبو حصاني
أبو حصاني قرية سعودية، تتبع هدى الشام في محافظة الجموم بمنطقة مكة المكرمة، غرب المملكة العربية السعودية.